# 小行星9120
小行星9120（英語：9120）是一颗围绕太阳公转的小行星。1998年2月22日，北京天文台施密特CCD小行星计划在兴隆发现了此天体。
这颗小行星的绝对星等为114.9631765074278等。